# غينارو ييزو

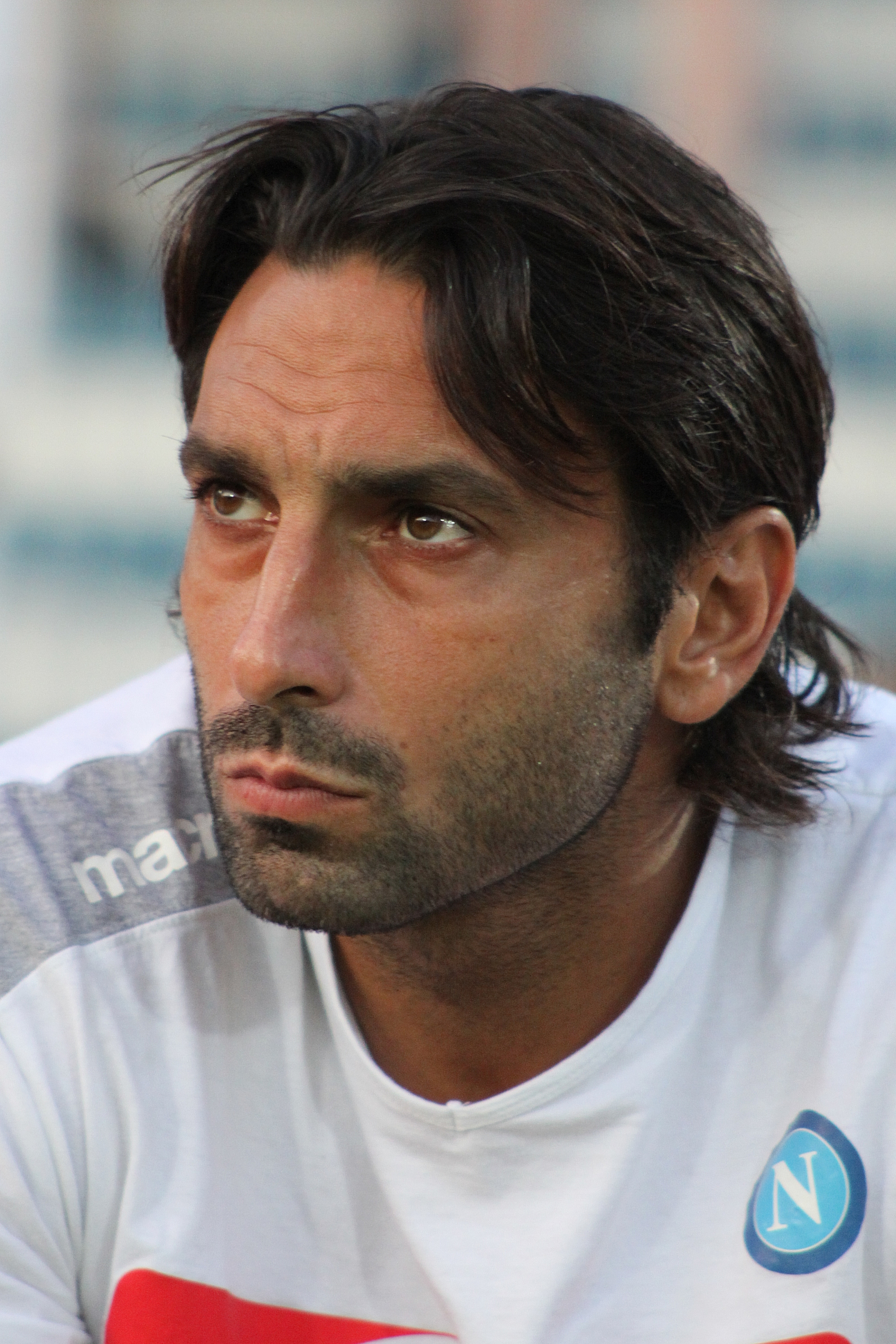

غينارو ييزو (بالإيطالية: Gennaro Iezzo)‏ (مواليد 8 يونيو 1973 في كاستيلاماري دي ستابيا - إيطاليا) لاعب كرة قدم إيطالي يلعب حاليا لصالح نادي الدرجة الأولى نابولي الإيطالي منذ 2006 في مركز حارس مرمى .

## روابط خارجية
- غينارو ييزو على موقع قاعدة بيانات كرة القدم.إي يو (الإنجليزية)
- غينارو ييزو على موقع عالم كرة القدم.نت (الإنجليزية)
- غينارو ييزو على موقع كووورة